# ルイ・ウジェーヌ・カヴェニャック

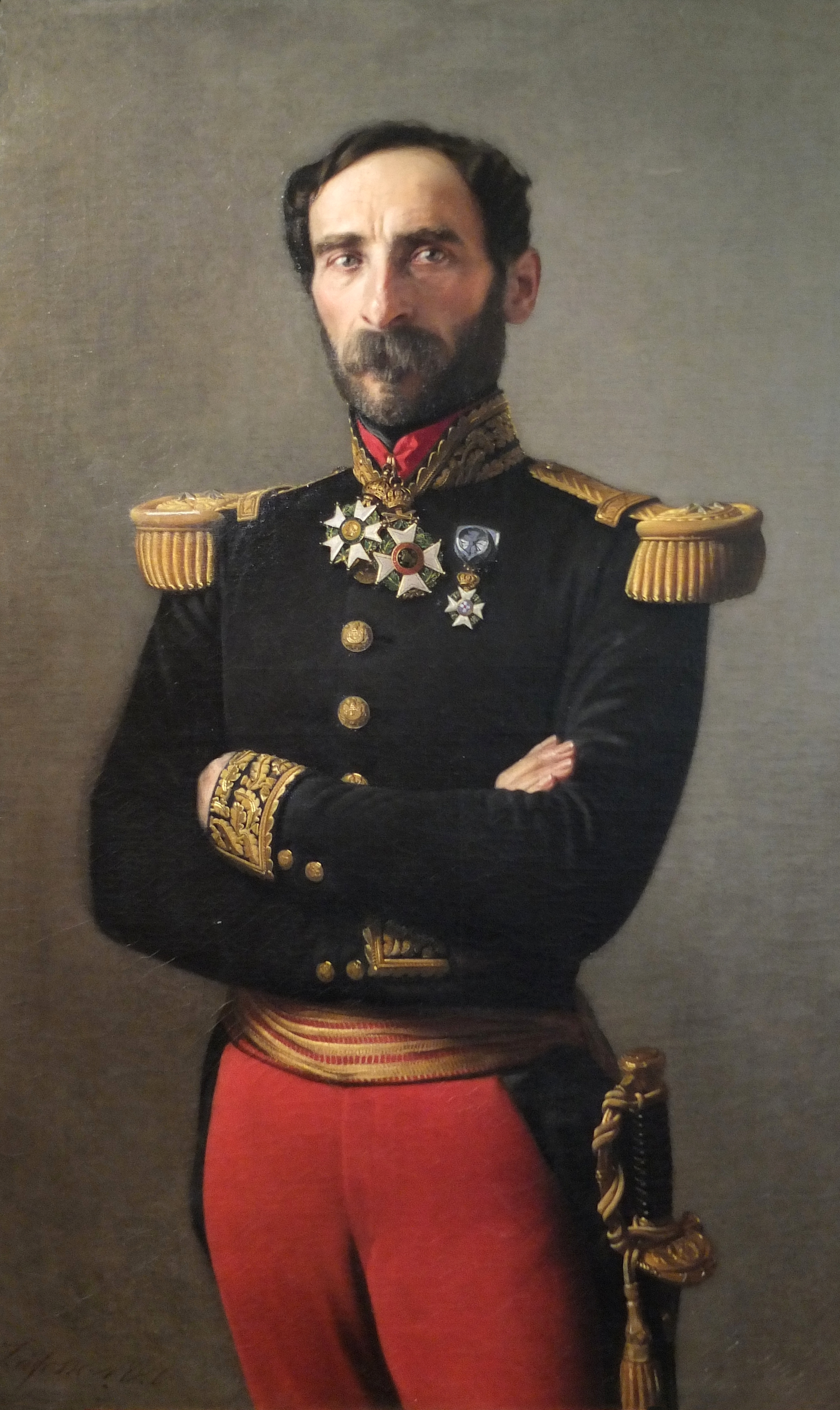
ルイ・ウジェーヌ・カヴェニャックの肖像画。ジャン＝バティスト・ドゥラフォス画、1848年。

ルイ・ウジェーヌ・カヴェニャック （フランス語: Louis Eugène Cavaignac, 1802年10月15日 - 1857年10月28日）は、19世紀フランスの共和派軍人、首相。

## 生涯
ジャン＝バティスト・カヴェニャックの息子として、1802年10月15日にパリで生まれた。軍人として教育を受けた後、1824年に工兵士官になり、ギリシャ独立戦争中の1828年のモレア遠征に参戦した後、1829年に大尉に昇進した。
1830年の七月革命が勃発したときはアラスに駐留しており、自身の所属連隊のうちルイ・フィリップ1世の新体制への支持を表明する最初の士官となった。翌年に共和主義者だとして軍務を解除されたが、1832年に再び軍に呼び戻されフランス領アルジェリアに派遣され、以降1848年までアルジェリアに駐留した。アルジェリアでは1836年から1837年にかけてのアルジェリア総督ベルトラン・クローゼによりトレムセン駐留軍の指揮官に任命され、15か月間務めたほか、1840年にはシェルシェルの守備を任せられた。このように戦場で功績を積んだことで1844年には王族のオマール公アンリがカヴェニャックのマレシャル・ド・カン(maréchal de camp)への昇進を（政府に）要請するほどとなった（オマール公の要請は同年に受け入れられた）。
1848年革命に際して師団将軍に昇進するとともにフランス領アルジェリア総督に任命された。陸軍大臣への就任も打診されたが、新政権を安定させるためにパリに軍を駐留すべきとするカヴェニャックの主張に臨時政府が難色を示したため、就任を辞退することとなった。その後、カヴェニャックは1848年フランス制憲議会選挙で当選するとパリに戻った。
カヴェニャックが5月17日にパリに到着した時点ですでに暴動が数度勃発しており、さらに6月22日には六月蜂起が勃発した。この状況にあって、議会には武力行使という選択肢しか残っておらず、カヴェニャックはまず陸軍大臣、ついで行政長官に就任して蜂起の鎮圧にあたった。国民衛兵は信用できず、正規軍の人数は不十分、反乱軍（規模は3万から6万人とされる）が戦闘準備に十分な時間をかけてバリケードを築いたという難局だったが、カヴェニャックは6月23日から26日朝までの戦闘でバスティーユ広場まで強行軍して、蜂起の鎮圧に成功した。以降1848年フランス大統領選挙まで暫定の政府主席を務めた。
カヴェニャックは大統領選挙に立候補したが、約150万票しか得られずルイ＝ナポレオン・ボナパルト（約550万票。後の皇帝ナポレオン3世）に敗北した。敗因は六月蜂起の鎮圧で労働者とブルジョワの支持を失った説と、大衆が度重なる革命に疲れ、カヴェニャックの穏健共和主義にすらうんざりしたとする説がある。
大統領選挙以降、引き続き野党の一員として議員を務め、ナポレオン3世のクーデター（1851年12月）でほかの野党議員とともに逮捕され、アム城に短期間投獄されたが、すぐに釈放された。1852年フランス議会選挙で立法院議員に当選したが、1852年憲法への忠誠を拒否して辞任した。
1857年10月28日、サルト県で死去した。息子に政治家のジャック・マリー・ウジェーヌ・ゴドフロワ・カヴェニャック（1853年 – 1905年）がいる。